# 水尾水族乡
水尾水族乡是中华人民共和国贵州省黔东南苗族侗族自治州榕江县下辖的一个民族乡。

## 行政区划
水尾水族乡下辖以下村级行政区划单位：
水尾村、水彭村、高望村、拉述村和上下午村。